# トヨタ・WiLL VS
WiLL VS（ウィル ヴイエス）は、かつてトヨタ自動車株式会社（トヨタ）が日本国内で販売していた乗用自動車である。製造はセントラル自動車株式会社が担当した。

## 概要
異業種7社による合同プロジェクトWiLLは、2年目を迎えるにあたり、それまでの活動からニュージェネレーション層の消費行動を捉える切り口として、「リラックス」「エモーション」「クリエイティブ」「クール」を導き出した。そのWiLLの名を冠する2台目の自動車となるWiLL VSは、「クール」にあたる商品の第1弾である。2001年1月5日から開催されたロサンゼルスオートショーに参考出品車として展示されたのち、2001年4月6日に発売された。販売チャネルはトヨタビスタ店（沖縄県ではトヨタカローラ沖縄株式会社）。
トヨタは本車の開発にあたり、ターゲットである30歳代の独身男性がクルマに何を求めているかを調査、分析した。その結果から「理屈抜きにカッコイイといえるスタイリング」、「クルマで遊びに行くときに友達に文句を言われない必要十分な荷物が積めるスペースとドア数」、「走りの面でエンジン性能もさることながら高速走行時にストレスを感じないことやワインディングを気持ちよく走れるといった高速安定性・操縦性」が求められていることが明らかとなり、このリサーチを基にクルマのコンセプトを煮詰めた。

## メカニズム
プラットフォームはカローラやセリカと共通のMCプラットフォームを採用しており、全幅こそ小型自動車（5ナンバー）の枠をわずかに超えているが、おおむねコンパクトにまとめられている。サスペンションは、カローラやセリカで定評のある形式を採用し、WiLL VS向けにスポーティな専用チューニングを施した。トランスミッションは当初全モデルとも4速ATで、ATユニットは高効率スーパーフロートルクコンバーターを搭載した「Super ECT」を採用し、ステアリングにはシフトスイッチも備えた。なお、2002年1月のマイナーチェンジで6速MT車も追加されている。
WiLL VSの開発で最も重視されたのはスタイリングで、エクステリアは複数の面を貼り合わせて構成する手法で作られた。フロントビューはクーペのようなスペシャリティ感があり、サイドはワゴン的なイメージを感じさせるデザインで、リアビューは大胆に絞り込まれ、ホームベース型のリアウインドウや鷹の目を思わせるリアコンビネーションランプが特徴的である。
インテリアもエクステリアに負けない個性的なデザインといわれ、インストゥルメンタルパネルは低く構えた塊にウイング形状のアッパーパネルを組み合わせたものだった。カラーは複数のブラックを有機的に組み合わせ、メーターパネル内は艶消しカラーの紫、シフトレバーにはアルミ材が用いられた。メーターは自発光式のオプティトロンメーターで、文字盤は赤色に光り、L字型デザインのシフトレバーは航空機のスロットルレバーをモチーフにしている。
室内空間は大人4人が余裕を持って座れる実用的な広さを持ち、リアシートは6対4の分割可倒式で長物も収納でき、リアシートを倒すとフラットになるよう設計された。これにより、2人乗りワゴンのような使い方も可能だという。

## 販売
2001年4月6日、発売。グレード展開はなく、エンジンと駆動方式の組み合わせ別で「1ZZ-FE 1.8VVT-i 2WD」、「2ZZ-GE 1.8VVTL-i 2WD」、「1ZZ-FE 1.8VVT-i 4WD」の3種類を設定。ボディカラーはダークパープルマイカ、ブラック、シルバーメタリック、ダークレッドマイカ、グレイッシュブルーメタリックの5色。
2002年1月9日、一部改良。1.5Lエンジン搭載の「1NZ-FE 1.5VVT-i 2WD 4AT」、6速MT搭載の「2ZZ-GE 1.8VVTL-i 2WD 6MT」を追加。また、「2ZZ-GE 1.8VVTL-i 2WD 6MT」をベースとした数量限定車「レッドスペシャル」を発売。ボディカラーには新色としてスーパーホワイトII、イエローマイカメタリック、ブルーマイカメタリックを追加設定。「レッドスペシャル」には専用色としてスーパーレッドVが設定される。なお、6速MT車はすべてインターネット限定販売となる。
2002年5月9日、「2ZZ-GE 1.8VVTL-i 2WD 6MT」をベースとした数量限定車「ホワイトスペシャル」を発売。
2002年7月30日、一部改良。ボディカラーに新色としてスーパーレッドII、ベージュメタリック2色を追加設定。また、「1NZ-FE 1.5VVT-i 2WD 4AT」の特別仕様車「ホワイトパールリミテッド」を期間限定で発売した。
2002年12月4日、一部改良。「1NZ-FE 1.5VVT-i 2WD 4AT」の環境性能を高め、グリーン税制の自動車税50％軽減対象車とした。
2004年5月、ネッツトヨタ店とトヨタビスタ店の統合に伴い販売終了。

## 車名の由来
VSの「V」は「Vehicle」の「V」で、ブランド名「WiLL」と繋げて「WiLL Vehicle」とし、ブランド商品群での位置を示しでいる。「S」は「Smart」「Sporty」など、主要ターゲット層としている30歳代の独身男性の嗜好にちなんだ。

## その他
- 開発中の製品評価には、特に法政大学経営学部小川孔輔ゼミ並びに学習院大学経済学部青木幸弘ゼミの学生が参加している[26][27]。